# ライオン (May'n/中島愛の曲)
- May'n / 中島愛 > ライオン (May'n/中島愛の曲)
- マクロスシリーズ > マクロスF > マクロスFのディスコグラフィ > ライオン (May'n/中島愛の曲)

「ライオン」は、May'nと中島愛によるデュエットシングル。2008年8月20日にflying DOG（JVCエンタテインメント）から発売された。
2008年放送のテレビアニメ『マクロスF』の後期オープニングテーマ「ライオン」と後期エンディングテーマ「ノーザンクロス」を収録している。どちらも同作品の音楽を手掛ける菅野よう子による楽曲である。シェリル・ノーム starring May'n、ランカ・リー＝中島愛として、ともに2作目のシングルとなる。当シングルについては、キャラクター名の付かないアーティスト「May'n/中島愛」名義でリリースしている。

## 解説

### ライオン
May'nと中島愛によるデュエット曲で、『マクロスF』第18話からのオープニングテーマ。テレビで放送されるまえに「マクロスF 超時空スーパーライブ」で披露された。本曲のテーマは菅野によると、『マクロスF』の前期オープニングテーマである「トライアングラー」と同じく「三角関係」で、サビの冒頭で繰り返される言葉を「ふたりが“あなた”に同時に言っていることで、三角関係が成立している」といい、「争うふたりに小さな連帯感や共感が生まれてる風にしたかった。」とも述べている。May'nは「同じ歌詞でも違う想いが込められているところを感じてほしい」、中島は「表現力の違う2人だけど合わせるとすごい威力になった」と語っている。
May'nのミニアルバム『メイン☆ストリート』には、May'nソロバージョン「ライオン -May'n Ver.-」が収録されている。また、中島愛のアルバム『I love you』の初回特典「まめプレ」には、中島愛ソロバージョン「ライオン -ランカver.-」が収録されている。
「マクロス」関連の音楽イベントを除けば、ふたりが同じアニメソングのイベントに出演する場合でも、「ライオン」をデュエットすることは滅多にない。2019年2月に行われたフライングドッグ10周年ライブ「犬フェス!」では、あえてキャラクターを意識せず、10年の時を重ねた今のわたしたちのままで歌おうと約束し、ふたりで5年ぶりに「ライオン」を披露した。
2023年1月31日にNHK総合テレビジョンで放送された『うたコン』にMay’n、中島、菅野の3人が出演し、「ライオン」を生放送・生演奏で披露した。この3人がそろって「ライオン」を披露するのはテレビ初で、番組では河森からのメッセージも紹介された。

### ノーザンクロス
シェリル・ノーム starring May'nのソロで、同アニメ第16話からのエンディングテーマ。また、同アニメ第22話では挿入歌として使用され、サブタイトルにもなっている。物語上、本曲はシェリルが病を押して復帰したあと、「真空のダイアモンドクレバス」「妖精」に次いで発表した「復活ソング第三弾」という設定である。菅野は、死の運命を目前にしたシェリルの「今まで虚勢を張っていたのがダメになったという瞬間の叫び」のようなものを表現したという。May'nは「この曲を歌ったときに菅野さんに褒められて嬉しかった」と語っている。菅野はぎりぎりで畳みかける雰囲気が欲しかったので、ライブではMay'nに内緒でさらにテンポを上げてみたが、May'nが「超絶早口」の歌詞を歌いながら踊ってみせたことが「信じられない」と述べている。

### 楽曲の選定
菅野は『マクロスF』のオープニングテーマの候補として、「トライアングラー」「ライオン」「ノーザンクロス」の3曲を同時に、総監督の河森正治へ渡したと語っている。河森は『マクロスF』のシリーズ前半を学園ものにし、後半になるにつれ深刻さが増してゆくという構成にしたいという話をしており、菅野は物語の深刻さのレベルを測るために、上記3曲を一緒に渡したという。菅野によれば深刻さは「トライアングラー」がもっとも軽く、次いで「ライオン」、「ノーザンクロス」の順に重くなっているといい、菅野は当初より「トライアングラー」、河森は「ライオン」を推しており、最終的にほかのスタッフも入りシリーズ前半のオープニングテーマは「トライアングラー」に決定され、後半のオープニングテーマにはデュエットができるものとして「ライオン」が選ばれた。一方、「ノーザンクロス」をエンディングテーマとしたことについて河森は、『マクロスF』においてはオープニングよりもエンディングのほうが「お話の感情を引っ張っているもの」であり印象に残るため、「強くていい曲」である本曲を選んだと述べている。

## 宣伝
「ライオン」については、『朝日新聞』の紙面に広告を掲載したり、ジャケットのデザインを施した「ライオン」宣伝トレーラーが新宿・渋谷・秋葉原などの歓楽街を楽曲を拡声しつつ走行するというキャンペーンが行われた。

## 反響
オリコン週間シングルでは3位、デイリーチャートでは2位を記録し、2008年9月の月間ランキングでも6位を獲得した。
音楽出版社の音楽雑誌『CDジャーナル』は、「アッパーエレクトロポップであり、激情が感じられる曲」と批評した。
通信カラオケ「JOYSOUND」を運営するエクシングが発表するカラオケ年間ランキングでは、アニメソング部門において2009年・2010年・2011年・2012年と4年連続2位を記録している。1位はいずれも「残酷な天使のテーゼ」（テレビアニメ『新世紀エヴァンゲリオン』のオープニングテーマ）である。
2019年3月1日には、ソニー・ミュージックエンタテインメントのアニメソング人気投票キャンペーン「平成アニソン大賞」において映画主題歌賞（2000年 - 2009年）に選出された。
2019年5月4日にNHK BSプレミアムで放送された『発表!全マクロス大投票』の「歌」部門において、「ライオン」は『超時空要塞マクロス 愛・おぼえていますか』の主題歌「愛・おぼえていますか」に次ぐ第2位を獲得し、「ノーザンクロス」も第12位に選ばれた。
2019年1月1日から2019年8月31日にかけて「JOYSOUND」で歌われた「マクロスシリーズ」の楽曲のみを対象に集計した「本当に歌われているアニソン」ランキングでは、「ライオン」が第1位、「ノーザンクロス」が第4位を記録した。2021年以降に毎年公表されている同ランキングでは、「ライオン」が第1位、「ノーザンクロス」が第6位という結果が続いている。
2021年4月20日から5月3日にかけて「ねとらぼ調査隊」が実施したアンケート「『マクロスF』で好きな楽曲は？」では、『劇場版 マクロスF 恋離飛翼 〜サヨナラノツバサ〜』の挿入歌「サヨナラノツバサ〜the end of triangle」に次いで「ライオン」が第2位、「ノーザンクロス」は第4位となった。同サイトが2021年より実施している「マクロスシリーズで一番好きな歌は？」というアンケートでは、「ライオン」が最高第1位（2024年）、「ノーザンクロス」が最高第7位（2023年、2024年）となっている。

## 収録曲
（全作曲・編曲：菅野よう子）
1. ライオン [5:06]
  - 歌：May'n/中島愛
  - 作詞：Gabriela Robin
  - テレビアニメ『マクロスF』後期オープニングテーマ
2. ノーザンクロス [5:18]
  - 歌：シェリル・ノーム starring May'n
  - 作詞：岩里祐穂、Gabriela Robin
  - テレビアニメ『マクロスF』後期エンディングテーマ
3. ライオン（without vocals）
4. ノーザンクロス（without vocals）

## 演奏
- May'n、中島愛：Vocal, Backing Vocals
- 菅野よう子：Piano, Keyboards
- 佐野康夫：Drums
- バカボン鈴木、渡辺等：Bass
- 今堀恒雄：Guitar
- 篠崎正嗣ストリングス：Strings
- 浦田恵司、坂元俊介：Synthesizer Manipulating

## 収録アルバム
| 楽曲                    | 発売日        | タイトル                                                              | 備考                                                                                      |
| ----------------------- | ------------- | --------------------------------------------------------------------- | ----------------------------------------------------------------------------------------- |
| ライオン                | 2009年1月21日 | メイン☆ストリート                                                     | May'nソロバージョンとして収録。                                                           |
| ライオン                | 2010年6月9日  | I love you                                                            | 初回限定特典に封入された8cmCD「まめプレ」にランカソロバージョンとして収録。               |
| ライオン                | 2014年3月26日 | マクロス30周年記念 超時空デュエット集 娘コラ×                         | クラン・クラン役の豊口めぐみが「大クラン×小クラン」として一人二役で収録。                 |
| ライオン ノーザンクロス | 2008年10月8日 | マクロスF（フロンティア）O.S.T.2 娘トラ☆                              | 「ライオン」は「娘々サービスメドレー」の一部として収録。                                  |
| ライオン ノーザンクロス | 2008年12月3日 | マクロスF（フロンティア）VOCAL COLLECTION 娘たま♀                     |                                                                                           |
| ライオン ノーザンクロス | 2011年3月9日  | 劇場版マクロスF サヨナラノツバサ netabare album the end of "triangle" | 両曲ともメドレー「娘々Final Attack フロンティア グレイテスト☆ヒッツ！」の一部として収録。 |
| ライオン ノーザンクロス | 2025年4月29日 | マクロスF オールタイムベストアルバム「娘々グレイテスト☆ヒッツ！」     | 「ノーザンクロス」はDISC-1、「ライオン」はDISC-3に収録。                                  |

## カヴァー
| アーティスト名                          | リリース日     | 収録                                                                                    |
| --------------------------------------- | -------------- | --------------------------------------------------------------------------------------- |
| B.U.S feat.MAKI                         | 2008年11月19日 | 『EXIT TRANCE PRESENTS SPEED アニメトランス BEST 5』                                    |
| B.U.S feat.MAKI                         | 2009年03月04日 | 『EXIT TRANCE BEST #09』                                                                |
| B.U.S feat.MAKI                         | 2015年01月07日 | 『EXIT TRANCE PRESENTS SPEED アニメトランス BEST THE FINAL』                            |
| B.U.S feat.MAKI                         | 2015年08月01日 | 『EXIT TRANCE PRESENTS SPEED アニメトランス COMPLETE BEST』                             |
| すずみ&RIN                              | 2008年12月24日 | 『スーパー☆アニメ☆リミックス 峠 〜痛車ダンスミーティング〜』                            |
| B.U.S feat. cherry                      | 2010年03月03日 | 『あにめはうす☆ひっとぱれーど！』                                                       |
| NIYARI計画                              | 2015年09月23日 | 『1万人が選んだ（懐）アニソン！ BEST VOL.2』                                            |
| ユミコ & 高良祐子                       | 2016年02月17日 | 『熱烈！ アニソン魂 THE BEST カバー楽曲集 TVアニメシリーズ「マクロスシリーズ 」 vol.1』 |
| Ayasa                                   | 2019年08月01日 | アニソンカバーアルバム『ANISONG COVER NIGHT Vol.1』                                     |
| ワルキューレ                            | 2022年04月06日 | 『マクロス40周年記念超時空コラボアルバム デカルチャー!! ミクスチャー!!!!!』             |
| 三宅由佳莉 （海上自衛隊東京音楽隊所属） | 2023年08月30日 | 『Departure〜新たな船出』                                                               |

| アーティスト名  | リリース日     | 収録                                                                        |
| --------------- | -------------- | --------------------------------------------------------------------------- |
| B.U.S feat.MAKI | 2008年11月19日 | 『EXIT TRANCE PRESENTS SPEED アニメトランス BEST 5』                        |
| B.U.S feat.MAKI | 2009年03月04日 | 『EXIT TRANCE BEST #09』                                                    |
| すずみ          | 2008年12月24日 | 『スーパー☆アニメ☆リミックス 峠 〜痛車ダンスミーティング〜』                |
| ワルキューレ    | 2022年04月06日 | 『マクロス40周年記念超時空コラボアルバム デカルチャー!! ミクスチャー!!!!!』 |